# Barnsexturism
Barnsexturism är resande i syfte att ha sexuellt umgänge med barn, vilket klassas som sexuellt övergrepp. Det genomförs både av turister, liksom av personer på tjänsteresa eller som är stationerade utomlands. Ofta åker barnsexturister från ett I-land till ett U-land/NIC-land, där det finns socialt och ekonomiskt utsatta barn.

## Omfattning
Omfattningen av problemet är till stora delar höljt i dunkel. I ett första försök att få information om problemets omfattning har en Temoundersökning gjorts. Den pekar på att en av tio svenskar sett tecken på barnsexturism på utlandsresa utanför Europa. En av hundra menade att en annan svensk var inblandad. Knappt någon valde att göra något åt det, till exempel polisanmäla. Ett uppmärksammat fall var den så kallade 66-åringen som dömdes i Sverige 1995 för övergrepp i Thailand på en ung pojke.
Barnsexturisternas destinationer växlar beroende på länders ansträngningar att förebygga och skydda barn mot övergrepp. Förövarna väljer då ett annat land. Ett exempel är förövare som av tradition rest till Thailand men numera föredrar Kambodja, eller länder i Latinamerika och Afrika.
Även kvinnor begår övergrepp på barn utomlands, men beräknas utgöra mindre än 5 procent av förövarna.
Den kunskap som finns inom rättsväsendet bland ASEAN-länderna, Association of South East Asian Nations, om övergrepp på barn som begås av resenärer är bara toppen på ett isberg. Endast ett fåtal av förövarna identifieras och ännu färre döms. Det beror på för lite resurser att bedriva polisiärt underrättelsearbete, insamling av bevisning samt bristande förståelse för gällande lagstiftning. Andra faktorer är korruption, låg kunskap om barns rättigheter bland allmänhet och myndigheter, rädsla för att anmäla med mera. En trend bland förövare är att periodvis bosätta sig i landet och skaffa arbete. Förövare skapar kontakter bland lokalbefolkningen, hyr bostad, anställer lokal arbetskraft och bygger upp ett förtroende bland familjer och deras barn. Myndigheter har tidvis varnat för ett ökat antal förövare som skaffar anställning som lärare eller inom andra barnrelaterade yrken.

## Studier i ämnet
En rapport från barnrättsorganisationen Child Wise Cambodia, som baseras på intervjuer med barn i sexhandeln, visar bland annat på följande:
- Av 119 intervjuer med barn i sexhandeln uppgav 81 personer att övergrepp vid minst ett tillfälle skett på hotell eller guesthouse. Det verkar inte finnas någon skillnad beroende på om det är ett flerstjärnigt hotell eller ett guesthouse.
- En tredjedel av flickorna var inlåsta första gången de såldes och endast 9,6 procent av förövarna använde kondom vid det tillfället.
- I de flesta fall finns inte kunskap bland de intervjuade om förövarens levnadsförhållanden. I de fall kunskapen finns kan följande kategorier urskönjas: 22,1 procent som köpt sex av flickor var khmerer från en annan stad. 18,3 procent var korttidsboende och 14,4 procent var långtidsboende på orten. 12,5 procent var i Kambodja på affärer och ytterligare 11,5 procent var på kortare turistresa.
- En av de som deltagit i studien är en pojke som drogs in i sexhandeln när han var 13 år. Bland förövarnas nationaliteter nämns svenskar.
- En särskild grupp barnsexturister söker specifikt oskulder. En intervjuad sexköpare berättade att sökandet efter oskulder är ett sätt att urskilja sig från andra eftersom priset är betydligt högre. Sex med en oskuld sker även för spänningens skull. I övrigt finns föreställningar om hälsa och längre liv kopplat till tagandet av oskulder samt rädsla för HIV.
- Priset för att ta en flickas oskuld kan variera från 300–1500 US dollar. 23 svaranden kunde berätta att de sytts ihop igen för återigen säljas som oskulder av sina hallickar. Försäljningen av oskulder är tidvis organiserad där det bedrivs aktiv rekrytering.

## Arbete mot barnsexturism
För att motverka barnsexturism har flera av de största charterföretagen i Sverige antagit den så kallade Uppförandekoden för researrangörer mot barnsexhandel. Uppförandekoden ställer en rad krav på undertecknare och underleverantörer. Koden har utarbetats av ECPAT Sverige och används i över 30 länder.